# I cosacchi (film 1928)
I cosacchi (The Cossacks) è un film muto del 1928 diretto da George W. Hill e (non accreditato) Clarence Brown. La sceneggiatura di Frances Marion si basa su I cosacchi (Казаки, Kazaki) romanzo di Lev Tolstoj del 1863.
Interpretato da John Gilbert e da Renée Adorée, il film fu prodotto dalla MGM e venne distribuito in sala il 23 giugno 1928.

## Produzione
Secondo la stampa dell'epoca, la lavorazione del film, prodotto dalla Metro-Goldwyn-Mayer (MGM) (controlled by Loew's Incorporated), iniziò il 28 ottobre 1927.

## Distribuzione
Il copyright del film, richiesto dalla Metro-Goldwyn-Mayer Distributing Corp., fu registrato il 23 giugno 1928 con il numero LP25438. Distribuito dalla Metro-Goldwyn-Mayer (MGM), il film venne presentato a New York in quella stessa settimana.

### Conservazione
Copia completa della pellicola si trova conservata negli archivi del George Eastman House di Rochester.